# Szénási Ferenc
Szénási Ferenc (Újpest, 1946. szeptember 16.–) magyar műfordító, irodalomtörténész, italianista, író.

## Életpályája
Családja mindkét ágon a Jászságból származik. Apai és anyai felmenői is a városi lét vonzásában költöztek a Budapesthez közeli (akkor még különálló) Rákospalotára. Szüleit ugyanez motiválta, amikor a lakóhelyüknél városiasabb Újpestre íratták középiskolába. A Könyves Kálmán Gimnáziumban érettségizett 1965-ben. 
Egyetemi tanulmányait irodalmi érdeklődésének és a gimnáziumban kapott nyelvismeretének megfelelően az ELTE magyar-olasz szakán végezte, 1971-ben diplomázott. Később (maga is beljebb költözve) ugyanitt szerzett egyetemi doktori címet (Italo Calvino pályaképe és magyar fordításai, 1984), illetve PhD-fokozatot (summa cum laude, 1996).
1982 és 1996 között négy hosszabb (többhónapos) ösztöndíjas tanulmányúton volt Olaszországban.
1972-től 1993-ig a Liszt Ferenc Zeneművészeti Főiskolán olasz nyelvet tanított, közben egy-egy évig, majd 1995-től véglegesen a Szegedi Tudományegyetemen XX. századi olasz irodalmat tanított főmunkatársként, részállásban, óraadóként. Párhuzamosan főállásban a Juhász Gyula Tanárképző Főiskola, illetve Főiskolai Kar olasz tanszékét vezette (1995–2006). 1986-tól 1992-ig félállásban a Nagyvilág folyóirat rovatvezetője volt.
Tudományos tevékenység: rendszeres részvétel tudományos konferenciákon; publikációk magyar és olasz nyelven tudományos gyűjteményekben és folyóiratokban; vendégelőadások idehaza, valamint a Római (La Sapienza) és a Bolognai Egyetemen.
Rádióinterjúk: mintegy 10 szakmai interjú a Magyar Rádióban, a Katolikus Rádióban, 1 olaszul a RAI adásában.

## Publikációi

### Tankönyvek, tanulmánykötetek
- Olasz nyelv; Tankönyvkiadó, Bp., 1975
- Italo Calvino; Osiris-Századvég, Bp., 1994 (monográfia)
- A huszadik századi olasz irodalom Történet, szerzők, művek; Nemzeti Tankönyvkidó, Bp., 2004 (korszakmonográfia)

### Novellák önálló kötetben
- Berzsenyi koporsója. Novellák; Cédrus Művészeti Alapítvány, Bp., 2019

### Novellák folyóiratokban
- Magyar Napló, Tiszatáj, tiszatájonline, Napút, naputonline, Agria, Tempevölgy lapszámai 2011-től

### Műfordítások
- Leonardo Sciascia: Majorana eltűnése (in: Célok és eszközök, Magvető, 1978 és Kriterion, 1982)
- Ferdinando Camon: Az ötödik rend (Európa, 1979)
- Ferdinando Camon: Oltár anyámnak (Magvető, 1980)
- Giuseppe Berto: Ó Serafina (Európa, 1987)
- Italo Calvino: Amerikai előadások (Európa, 1998)
- Carlo Collodi: Pinocchio kalandjai (Noran, 1999, kétnyelvű kiadás; Noran, 2007 csak magyar nyelvű kiadás; Tevan, 2003)
- Italo Calvino: Palomar (Noran, 1999, kétnyelvű kiadás)
- Silvio D’Arzo: Idegen égbolt alatt (Noran 1999, kétnyelvű kiadás)
- Italo Calvino: Az egymást keresztező sorsok kastélya (Európa, 2000)
- Daniele Del Giudice: Nyugati atlasz (Noran, 2001, kétnyelvű kiadás)
- Sebastiano Vassalli: A látomás (Bastei, 2002)
- Italo Calvino: A nap lánya. Olasz népmesék (Európa, 2006, társfordító: Telegdi Polgár István)
- Mario Luzi: Fenn égő, sötét láng (válogatott versek, Magyar Napló, 2008)
- Italo Calvino: Komikozmosz (Európa, 2013, társfordító: Telegdi Polgár István)
- Aldo Palazzeschi: Így tartja kedvem (válogatott versek, Magyar PEN Club, 2016)

Luigi Pirandello, Cesare Pavese, Alberto Moravia, Primo Levi, Italo Calvino, Natalia Ginzburg, Umberto Eco, Tommaso Landolfi, Carlo Emilio Gadda, Claudio Magris, Fulvio Tomizza, Alberto Savinio, Giorgio Pressburger elbeszélései, esszéi antológiákban és folyóiratokban.
Salvatore Quasimodo, Eugenio Montale, Umberto Saba, Giuseppe Ungaretti, Aldo Palazzeschi, Dante Alighieri, Francesco Petrarca, Alfonso Gatto, Vittorio Sereni, Piero Bigongiari, Mario Lunetta, Pier Paolo Pasolini, Edoardo Sanguineti, Francesco Chiesa, Giorgio Orelli, Primo Levi, Giuseppe Conte, Giorgio Caproni versei antológiákban, folyóiratokban.

### Szerkesztői munkássága
Áttekintő összeállítások folyóiratokban a kortárs, illetve regionális olasz irodalomról (Nagyvilág, 1991/12; Magyar Napló, 1998/11, 2000/10–12, 2005/7; Napút, 2005/8)
- Huszadik századi olasz novellák (Noran, 2005)
- Olasz erato (Noran, 2005)
- Leonardo könyvek kétnyelvű könyvsorozat (Noran, 1999‒2001, 10 kötet, társszerkesztő Giorgio Pressburger)

## Szervezeti tagságai
- Magyar Írószövetség
- Magyar PEN Club
- Magyar Alkotóművészek Országos Egyesülete

## Díjai, elismerései
- Wessely László műfordítói díj (2012)
- Napút Hetedhét-díj (2014)
- Olasz Szolidaritás Csillagrendje (állami kitüntetés irodalomközvetítő munkásságáért)